# Hemitriccus diops
La mosqueta de anteojos (en Argentina y Paraguay), mosqueta de pecho descolorido o titirijí pechigrís (Hemitriccus diops), es una especie de ave paseriforme de la familia Tyrannidae perteneciente al numeroso género Hemitriccus. Es nativa de la Mata Atlántica del centro-este de América del Sur.

## Distribución y hábitat

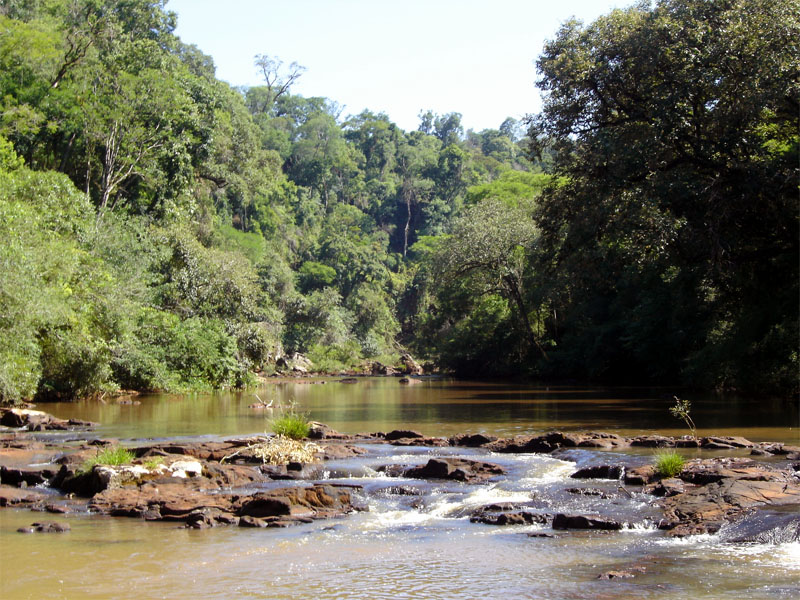
Vegetación selvática correspondiente a la provincia fitogeográfica Paranaense; ejemplo de hábitat de esta especie.

Se distribuye en Brasil, desde Bahía hasta el norte de Río Grande del Sur, hasta el este del Paraguay, y el noreste de Argentina en Misiones.
Esta especie es considerada poco común en su hábitat natural: el sotobosque de selvas húmedas de la Mata Atlántica, donde prefiere los bambuzales, hasta los 1300 m de altitud.

## Sistemática

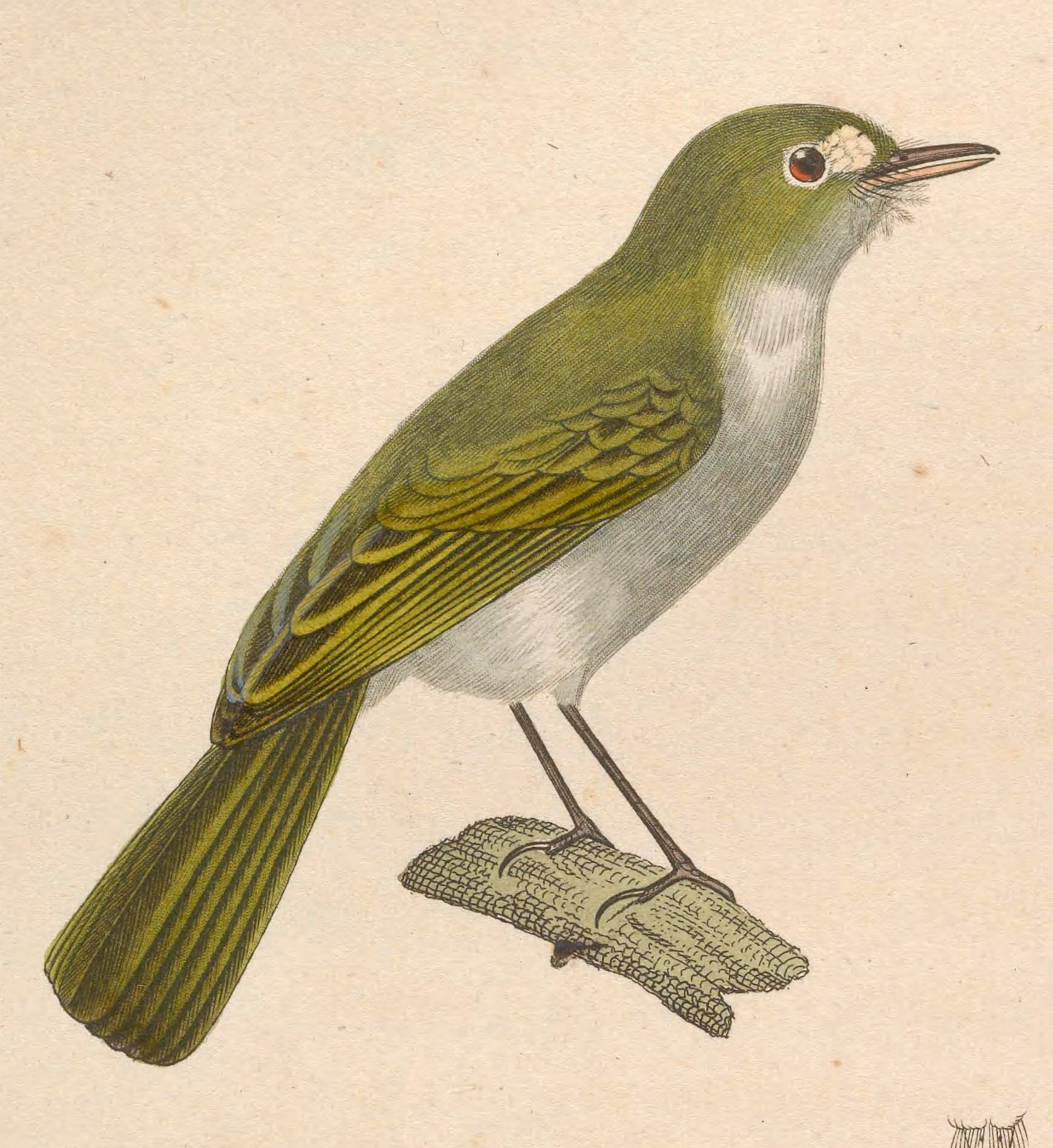
Muscicapa diops, ilustración de Huet y Prêtre en Temminck Nouveau recueil de planches coloriées d'oiseaux, 1838.

### Descripción original
La especie H. diops fue descrita por primera vez por el naturalista neerlandés Coenraad Jacob Temminck en 1822 bajo el nombre científico Muscicapa diops; su localidad tipo es: «Ipanema, São Paulo, Brasil».

### Etimología
El nombre genérico masculino «Hemitriccus» se compone de las palabras del griego « ἡμι hēmi» que significa ‘pequeño’, y « τρικκος trikkos»: pequeño pájaro no identificado; en ornitología, «triccus» significa «atrapamoscas tirano»; y el nombre de la especie «diops» se compone de las palabras del griego «di» que significa ‘doble’, y «ōps», que significa ‘ojo’.

### Taxonomía
Es la especie tipo del género. Anteriormente fue considerada conespecífica con Hemitriccus obsoletus y Hemitriccus flammulatus. Es monotípica.